# Leptopholcus jamaica
Leptopholcus jamaica là một loài nhện trong họ Pholcidae. Loài này có ở Jamaica.